# Joseph Mewis
Joseph Mewis, noto come Jef Mewis (Anversa, 23 marzo 1931 – Anversa, 19 aprile 2025), è stato un lottatore belga, specializzato nella lotta libera e greco-romana.

## Biografia
Suo fratello maggiore Maurice Mewis e suo nipote Julien Mewis furono entrambi lottatori di caratura internazionale.
Rappresentò la Belgio a quattro edizioni consecutive dei Giochi olimpici estivi: Helsinki 1952, Melbourne 1956, Roma 1960 e Tokyo 1964, vincendo la medaglia d'argento nel torneo di lotta libera pesi piuma nell'edizione australiana.

## Palmarès
| Anno | Manifestazione  | Sede      | Evento                 | Risultato | Note |
| ---- | --------------- | --------- | ---------------------- | --------- | ---- |
| 1952 | Giochi olimpici | Helsinki  | LL Pesi piuma (-62 kg) | 14º       |      |
| 1956 | Giochi olimpici | Melbourne | LL Pesi piuma (-62 kg) | Argento   |      |
| 1960 | Giochi olimpici | Roma      | LL Pesi piuma (-62 kg) | 5º        |      |
| 1964 | Giochi olimpici | Tokyo     | GR Pesi piuma (-62 kg) | 6º        |      |